# Stazione di Frattamaggiore-Grumo Nevano
Stazione di Frattamaggiore-Grumo Nevano vasútállomás Olaszországban, Frattamaggiore településen.

## Vasútvonalak
Az állomást az alábbi vasútvonalak érintik:
- Nápoly–Foggia-vasútvonal
- Róma–Formia–Nápoly-vasútvonal

## Kapcsolódó állomások
A vasútállomáshoz az alábbi állomások vannak a legközelebb:
- Stazione di Sant'Antimo-Sant'Arpino
- Stazione di Casoria-Afragola